# 努尔清真寺 (开罗)

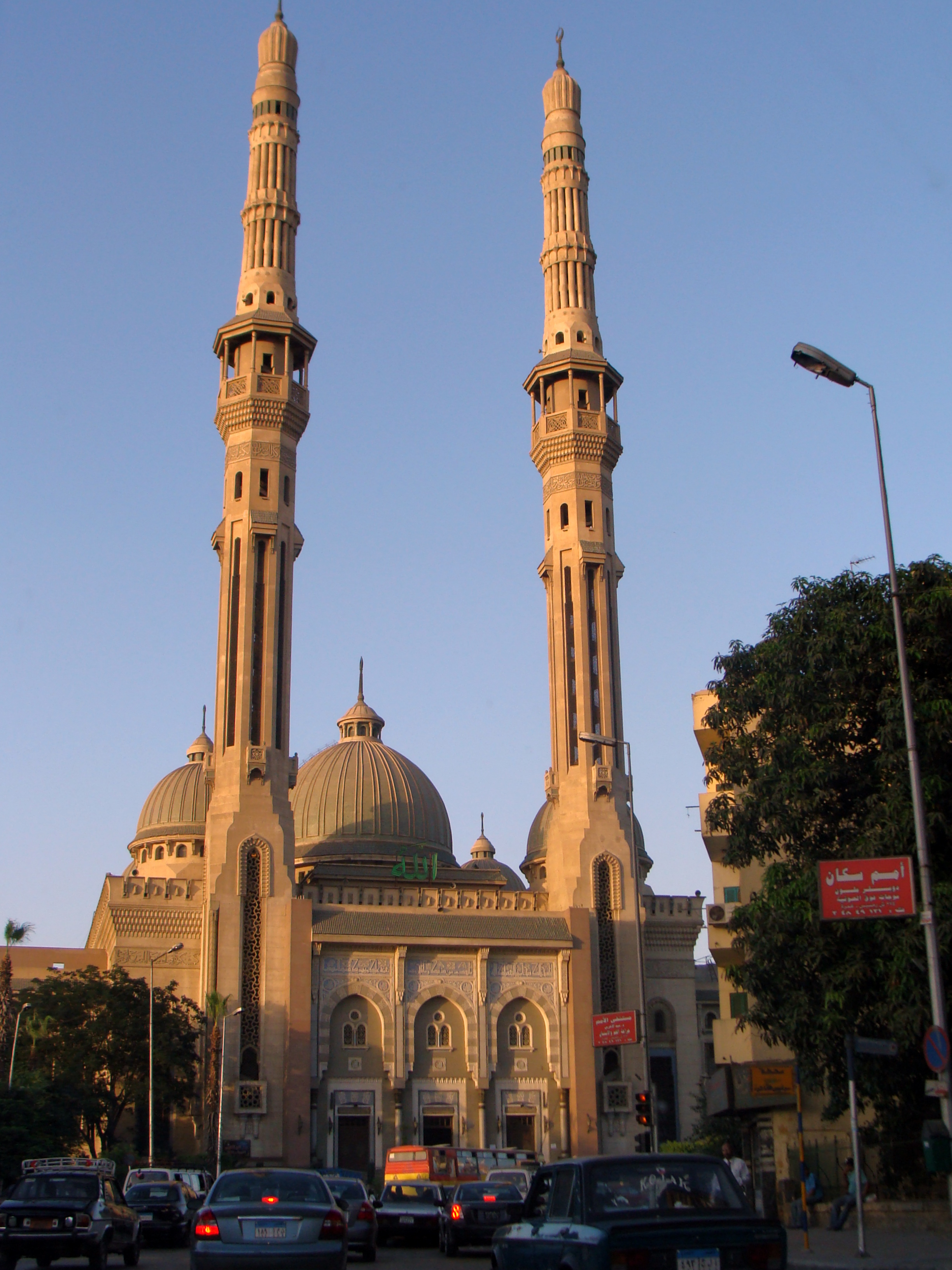
阿尔诺尔清真寺

阿尔诺尔清真寺（Al-Nour Mosque；阿拉伯语：‎） 是开罗的一座清真寺。它位于阿巴西亚区，是该社区的地标建筑之一，也是该市最大的清真寺，有多个大厅，用于多种用途。它还开展社会活动和体育活动。清真寺包含其他设施，如图书馆。

## 历史
这座清真寺是在穆罕默德·安瓦尔·萨达特担任总统期间建造的，由Sheikh Hafiz Salama领导的萨拉菲运动组织 Al-Hidayatul Islamiya提供了土地。虽然这座清真寺一直受到Awqaf部的监督，但萨拉马一直在争辩并抗议这一点，以获得清真寺的全部权利。。

### 阿拉伯之春
在阿拉伯之春期间，清真寺受到警察的严密保护。根据内政部的政策，禁止在主要的清真寺和教堂前聚集示威活动。然而，一些萨拉菲团体在通往清真寺的道路上组织了示威活动，抗议前总统胡斯尼·穆巴拉克向清真寺收取的高额费用。

## 建筑
该清真寺由埃及建筑公司阿拉伯承包商建造。根据他们的网站，它的面积为5000平方米，圆顶高度达55米。清真寺包含几个用于各种目的的房间，包括国际会议室，宾馆和医疗诊所。它还拥有古兰经记忆中心，以及艺术与手工艺品作坊。